# Hypnodendron naumannii
Hypnodendron naumannii là một loài Rêu trong họ Hypnodendraceae. Loài này được (Müll. Hal.) Kindb. mô tả khoa học đầu tiên năm 1891.